# Mario Jannì
Mario Jannì (Roma, 21 luglio 1943) è un fumettista italiano.

## Biografia
Iniziò a frequentare il liceo artistico a Roma per alcuni anni ma completò gli studi a Siracusa quando la famiglia decise di ritornare in Sicilia. Dopo gli studi esordì professionalmente nel 1967 disegnando storie a fumetti della serie Uomo mascherato pubblicata dai Fratelli Spada; attraverso poi lo studio Leonetti realizzò serie per adulti come Gigetto e Maghella per poi passare a lavorare per altre note case editrici come Lancio, Universo, Ediperiodici ed Edifumetti. Alla fine degli anni ottanta iniziò a collaborare con la Sergio Bonelli Editore disegnando la serie Nick Raider e, negli anni novanta, Julia - Le avventure di una criminologa, per poi passare stabilmente su Nathan Never dal 2010. Contemporaneamente si occupò di grafica presso l'agenzia di stampa ANSA.